# Автошлях B22 (Німеччина)
Федеральний автошлях 22 (B22, нім. Bundesstraße 22)  —  німецька федеральна дорога яка веде з Вюрцбурга в Нижній Франконії через міста Верхньої Франконії Бамберг і Байройт і місто Вайден у Верхньому Пфальці до Каму біля підніжжя Баварського лісу. Вона відгалужується від A3 біля Шварцаха-на-Майні та з’єднується з федеральними трасами 20 і 85 поблизу Кама.
Як об’їзна дорога, вона проходить повз верхньофранконські громади Зайботенройт і Шпайхерсдорф, а також міста Верхнього Пфальцу Кемнат, Ербендорф, Оберфіхтах і Рец. У Байройті він розділяє ділянку центрального кільця з чотирма смугами руху з федеральним шосе  2 і федеральним шосе 85.
Між Ербендорфом і Камом B 22 є частиною баварської Остмаркштрассе, будівництво якої було завершено в 1938 році.